# Lionel Cox (schutter)
Lionel Cox (Seraing, 11 juli 1981) is een Belgisch schutter. 

## Levensloop
Cox werd omstreeks 1996 actief in de schietsport en in 2005 nam hij voor het eerst deel aan een competitie.
Op de Olympische Zomerspelen van 2012 behaalde hij zilver in het onderdeel 'liggend karabijnschieten vanaf 50 meter'. Aldaar bereikte hij de finale door een evenaring van zijn Belgisch record van 599 punten. Ondanks dat hij in de finale zelf de laagste score plaatste (102,2 pt.), wist hij de tweede plaats te behouden met in totaal 701,2 punten. Zowel in zijn woonplaats Seraing, als in Amay (waar zijn schietclub gevestigd is), werd hij in 2012 naar aanleiding van zijn Olympische medaille gehuldigd als ereburger.
Cox is aangesloten bij Carabine Club Amay Thiers (CCAT). Van beroep is hij arbeidsinspecteur in het Brussels Hoofdstedelijk Gewest. In 2017 volgde hij Pierre Léonard op als voorzitter van het Koninklijk Verbond der Belgische Schuttersverenigingen (KVBSV).

## Palmares

### 50 m liggend kleinkalibergeweer
- 2010: 54e Wereldbeker in Belgrado - 589 p
- 2011: 17e EK in Belgrado - 595 p
- 2012: 11e Wereldbeker in Milaan - 594 p
- 2012: 9e Wereldbeker in Londen - 592 p
- 2012:  OS in Londen - 701,2 p
- 2013: 3e Wereldbeker in Changwon
- 2013: 8e EK in Osijek

### 300 m liggend grootkalibergeweer
- 2007: 23e EK in Granada - 591 p
- 2011: 30e EK in Belgrado - 589 p